# Phân ngành
Trong phân loại học sinh vật, một phân ngành là một bậc phân loại nằm trung gian giữa ngành và lớp, hoặc giữa thứ ngành (còn gọi là phân thứ ngành) hoặc liên lớp và ngành.

## Các phân ngành
Không phải mọi ngành đều phân chia thành các phân ngành. Một số phân ngành là:

### Động vật
- Ngành Arthropoda: được phân chia thành các phân ngành Trilobitomorpha, Chelicerata, Myriapoda, Hexapoda và Crustacea,
- Ngành Brachiopoda: được phân chia thành các phân ngành Linguliformea, Craniformea và Rhychonelliformea,
- Ngành Chordata: được phân chia thành các phân ngành Urochordata, Cephalochordata và phân ngành lớn nhất của nó là Vertebrata.
- Ngành Mollusca: được phân chia thành các phân ngành Conchifera và nhánh Aculifera.
- Ngành Xenacoelomorpha: được phân chia thành các phân ngành Xenoturbelida và Acoelomorpha